# Cimetière de Sceaux
Le cimetière de Sceaux est un cimetière communal se trouvant 174, rue Houdan à Sceaux dans les Hauts-de-Seine, près de Paris. Il s'étend sur près de 12 000 m² et comporte encore des sépultures anciennes dignes d'intérêt par leur qualité artistique, ainsi que quelques tombes de personnalités.

## Monuments aux morts
On y voit notamment la sépulture de Bavarois morts lors de la guerre franco-prussienne de 1870, ce qui est rare. Cette sépulture est située près d'un monument aux morts français de cette même guerre, le monument contient une croix constituée par un fusil que croise la hampe d’un drapeau.

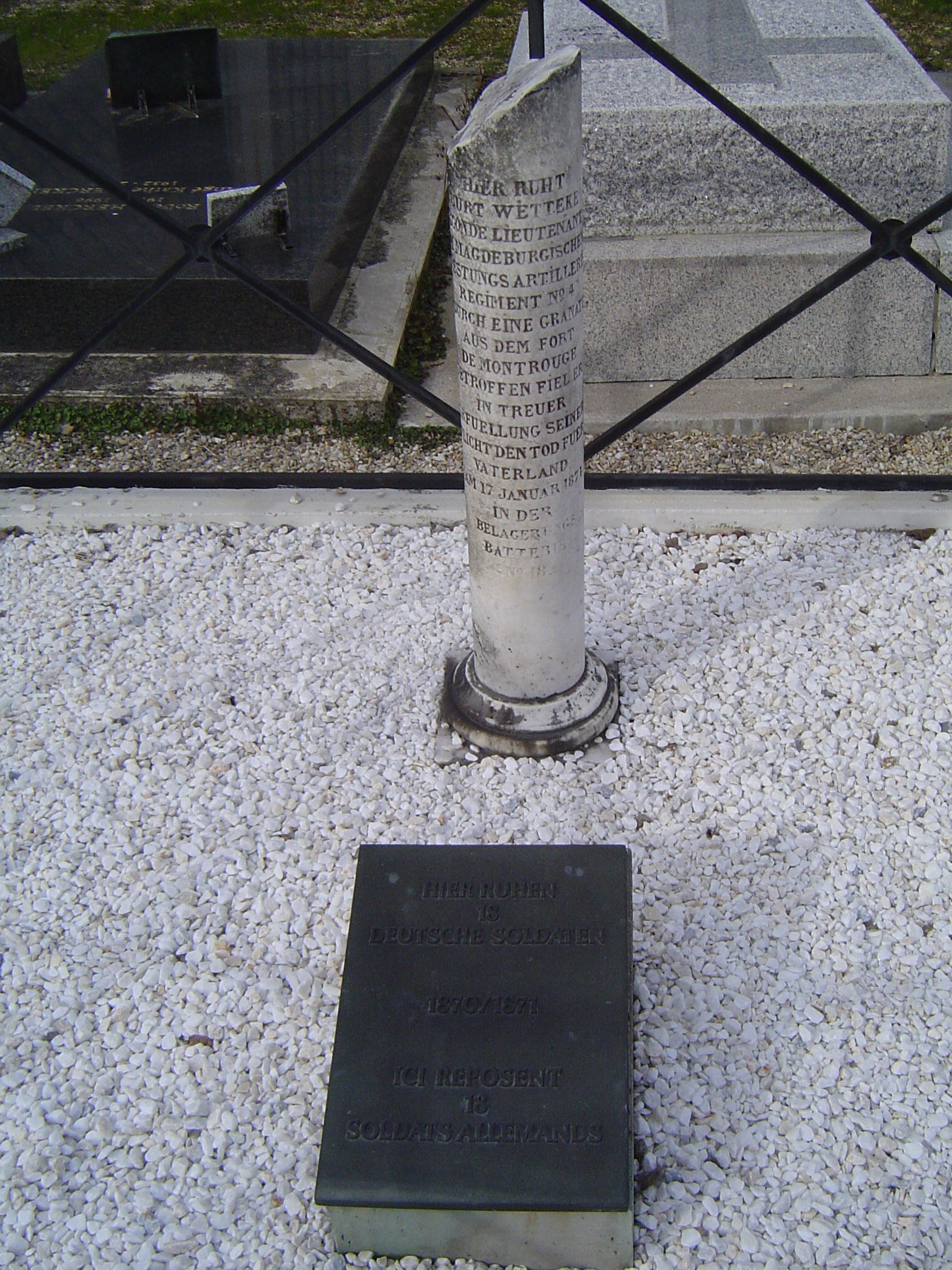
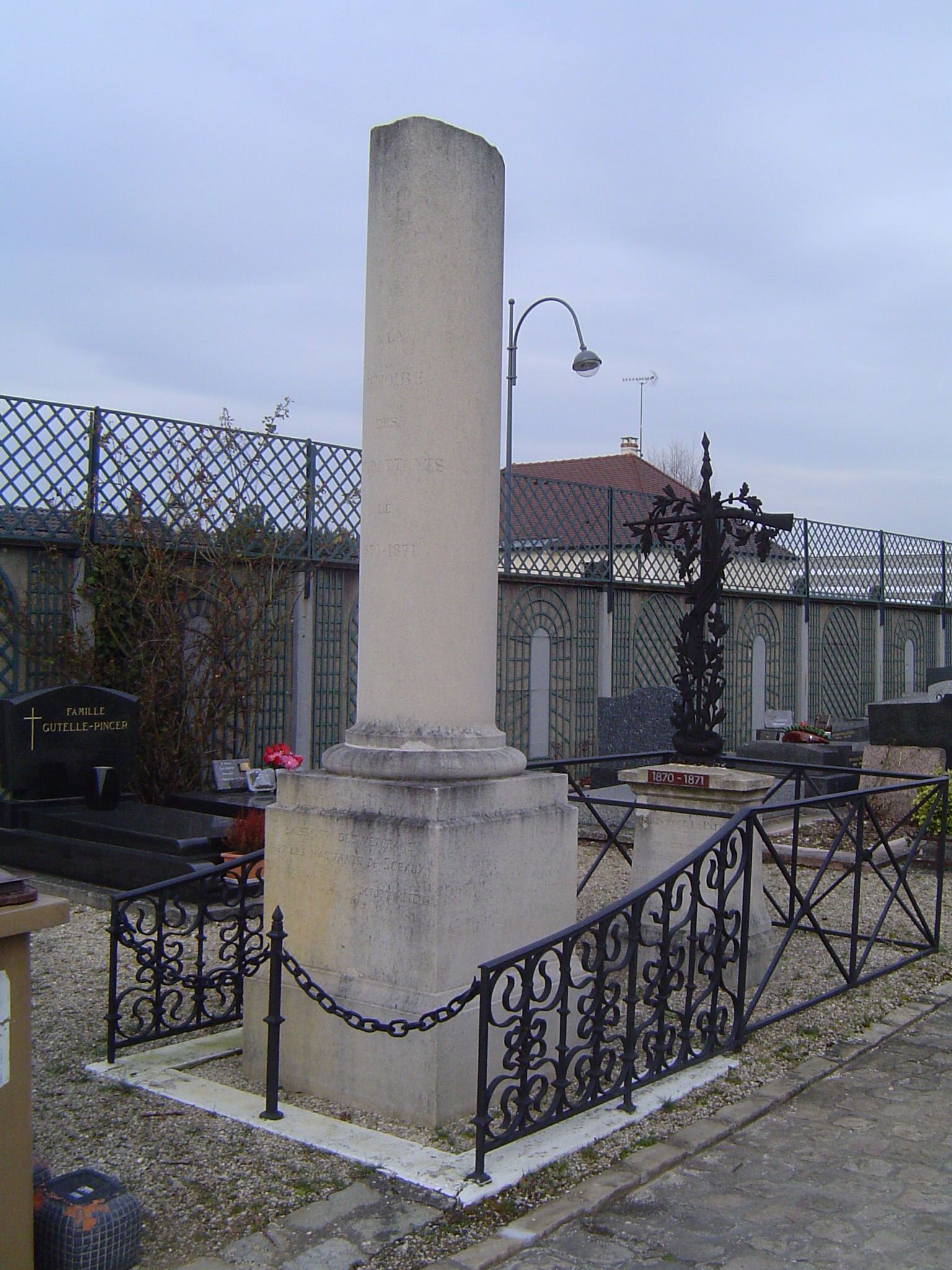
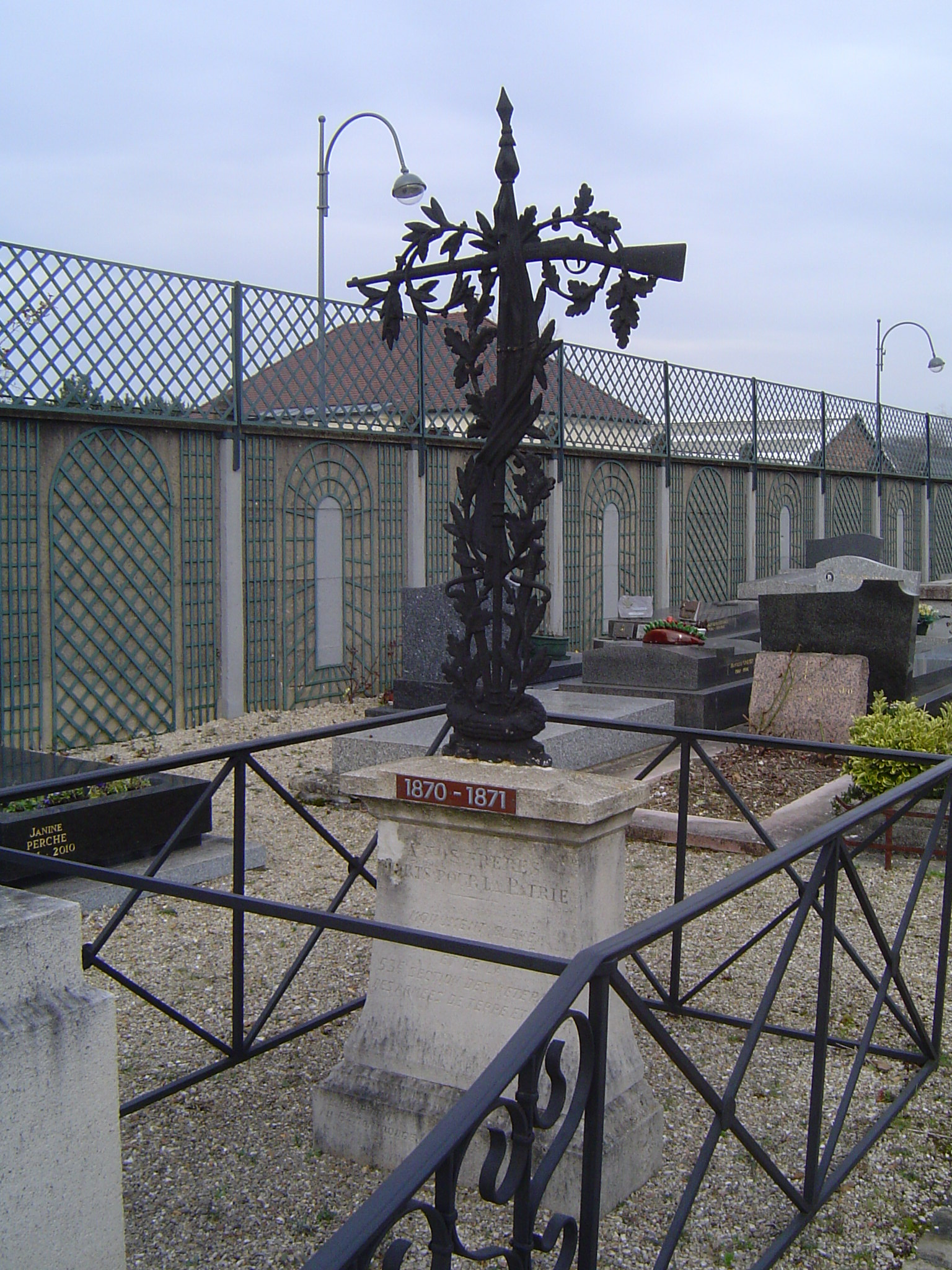

## Personnalités inhumées
Les dépouilles de Pierre et Marie Curie ont été transférées au Panthéon en 1995.

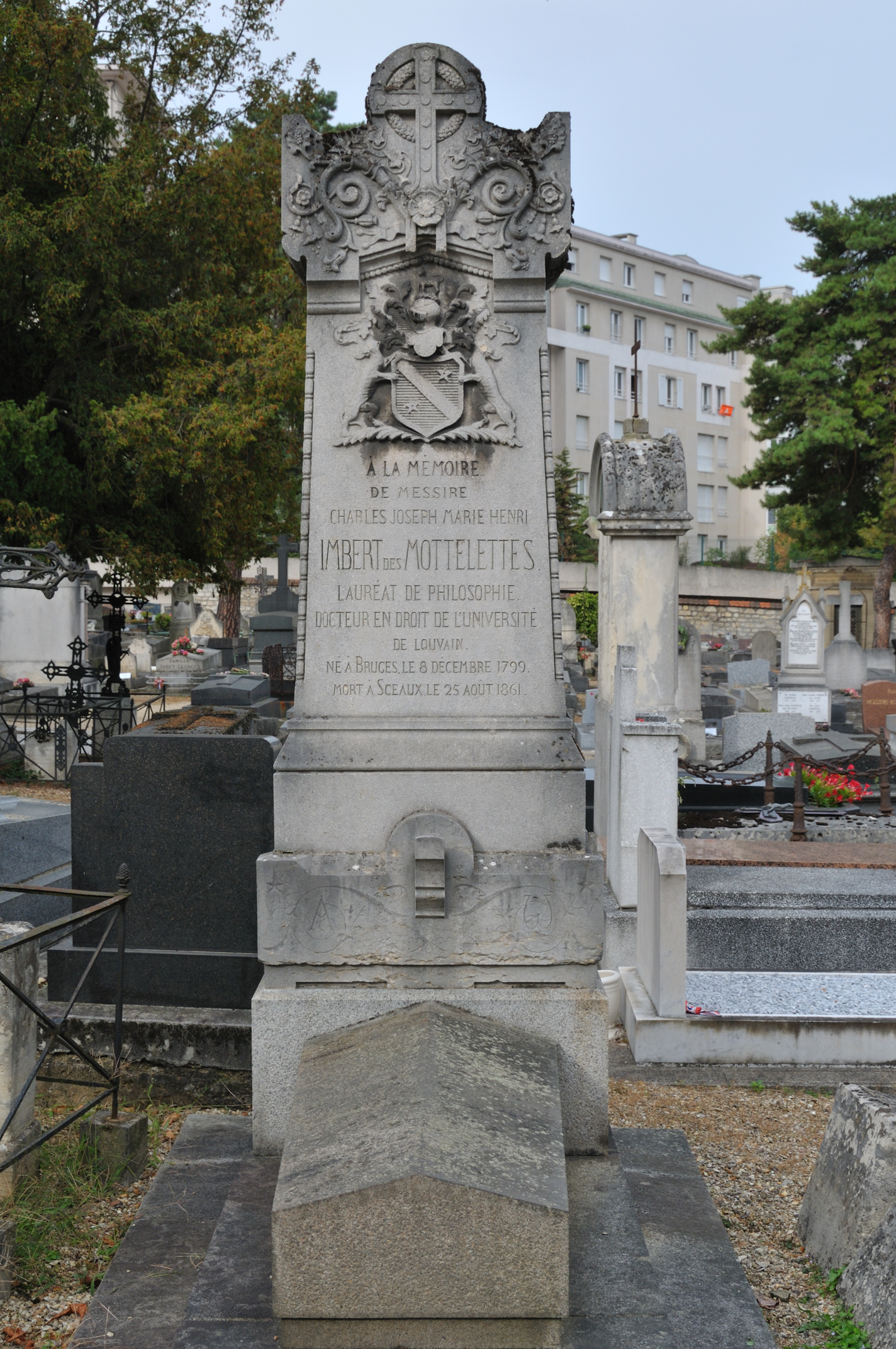
Tombe de Charles Imbert des Mottelettes (1799-1861), universitaire belge.
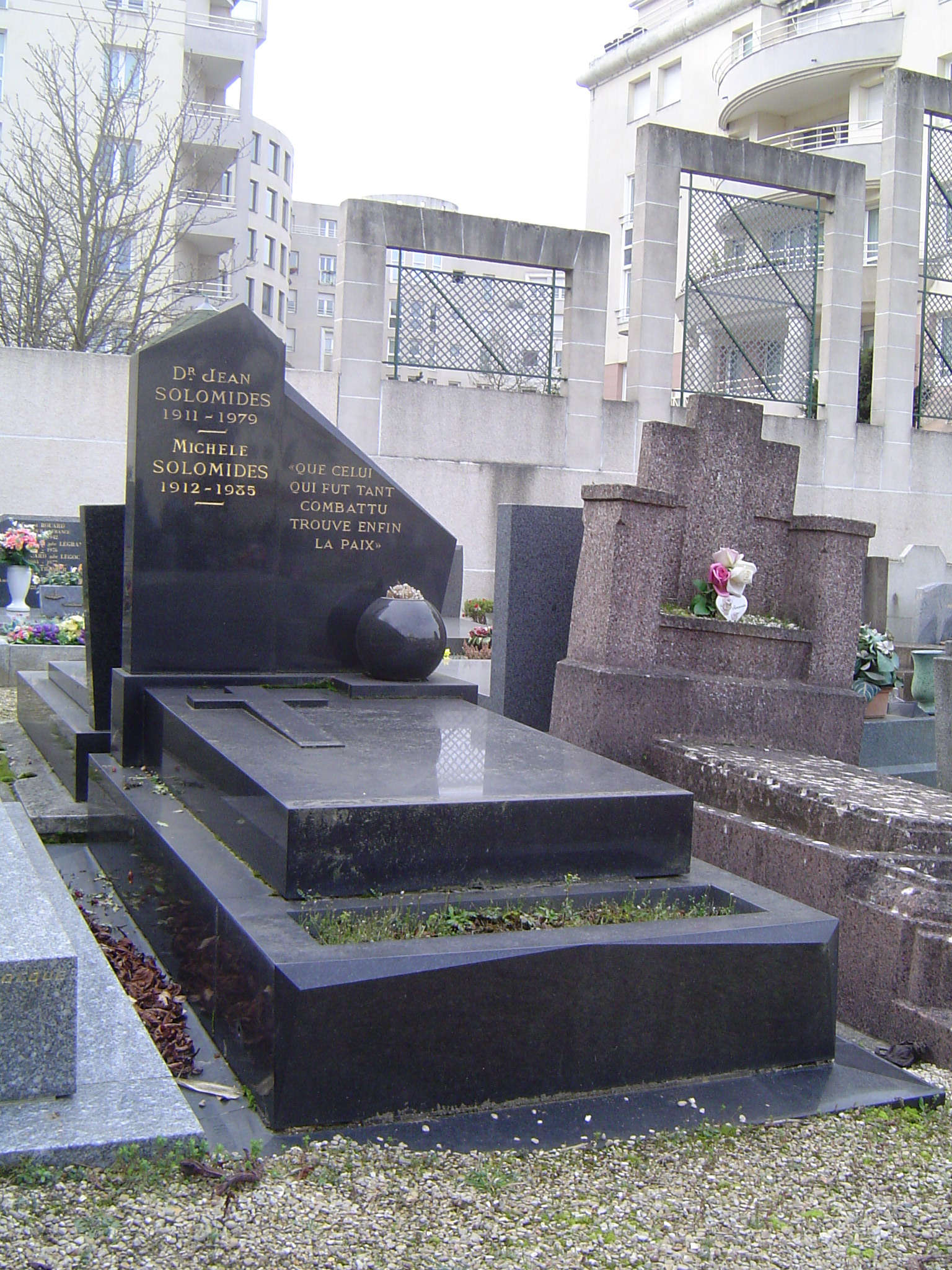
Famille Solomidès.
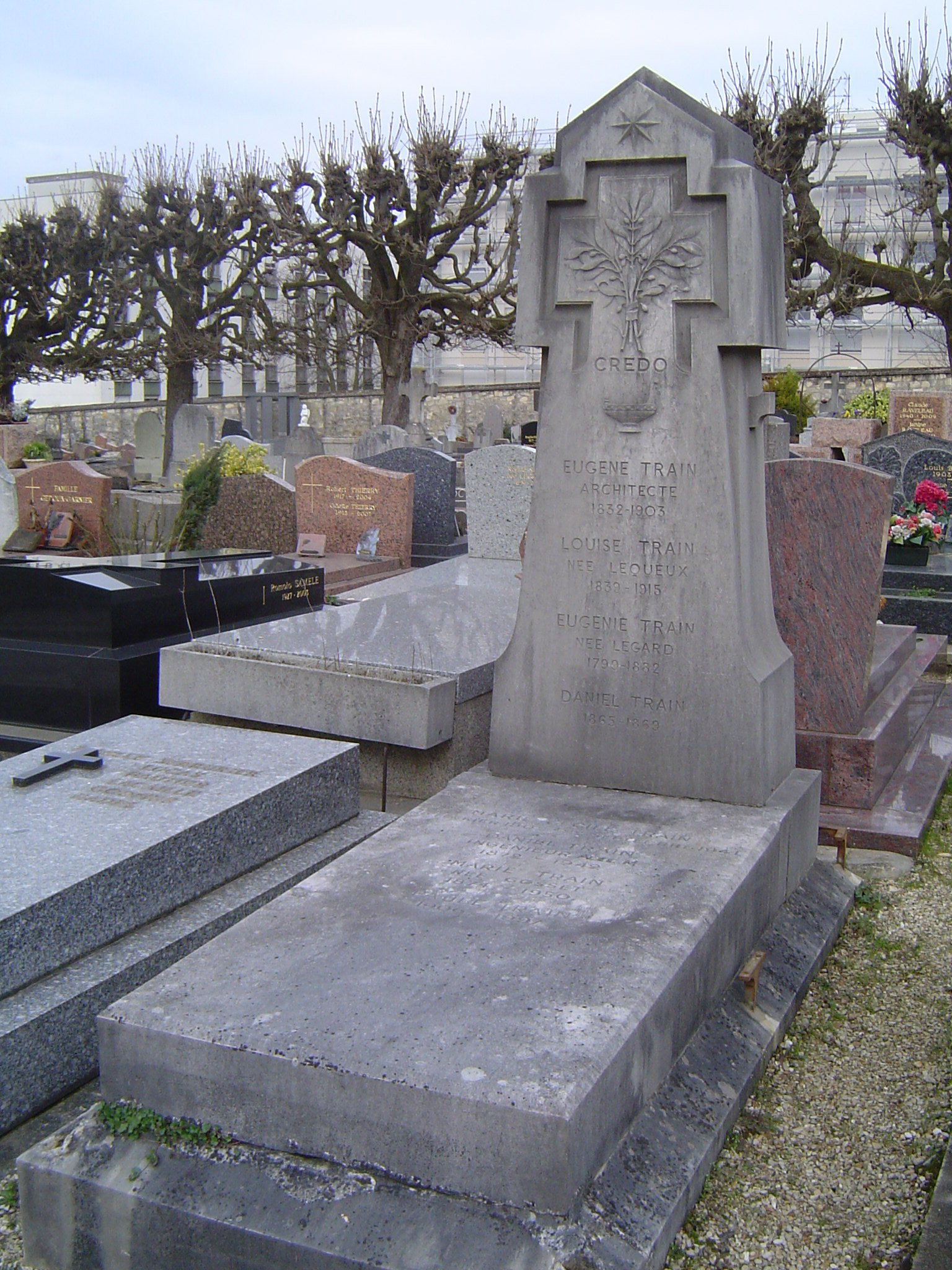
Famille Train.
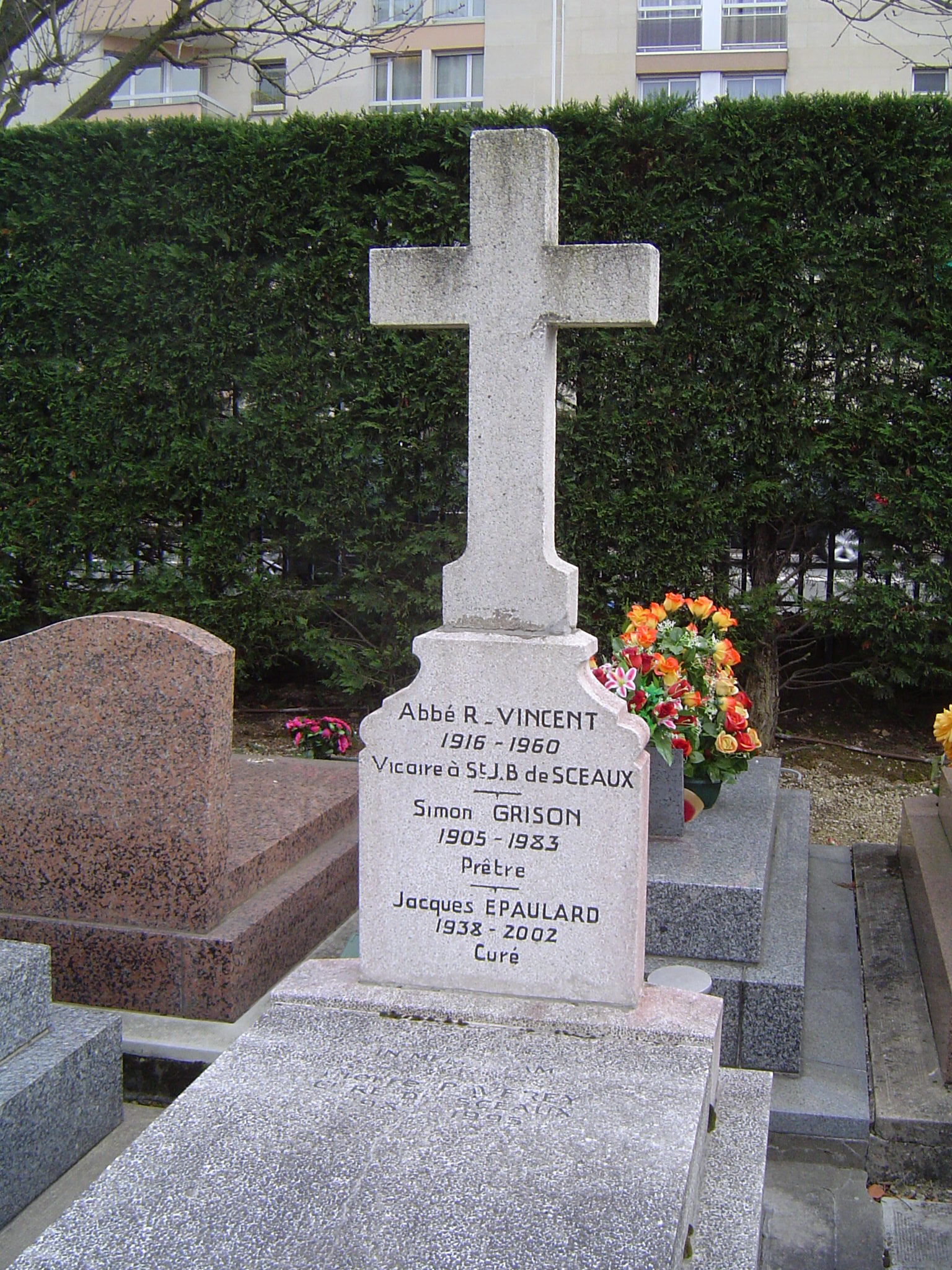
Prêtres de la paroisse.
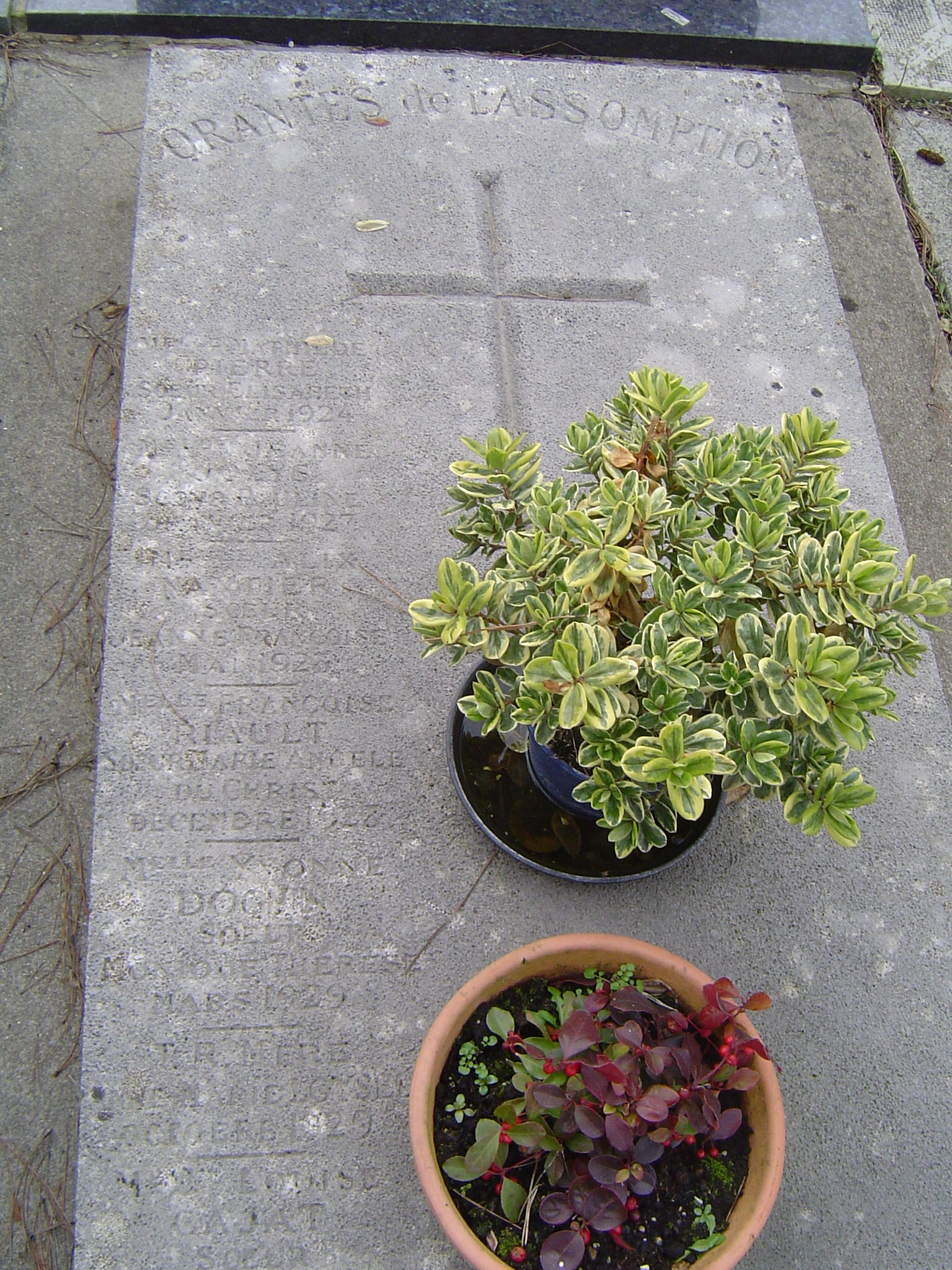
Orantes de l'Assomption.
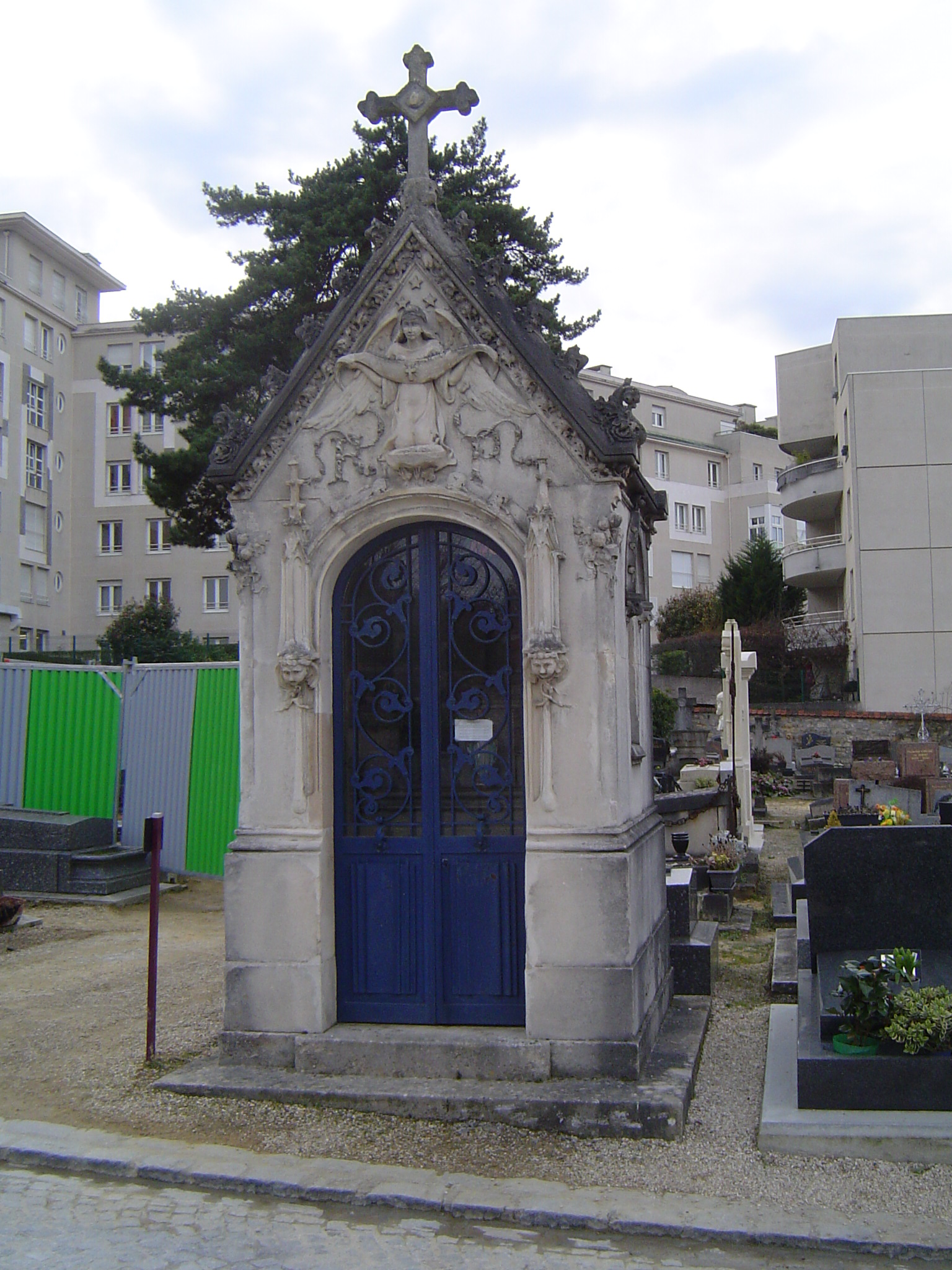
Famille Renaudin (dont Valentin le Désossé).

- Victor Baltard (1805-1874), architecte (division 4)
- Nicolas Alexandre Barbier (1789-1864), peintre, père de Jules Barbier, librettiste de Gounod
- André Brulé (1879-1953), acteur et directeur de théâtre
- Augustin-Louis Cauchy (1789-1857), mathématicien (division 4)
- Jean-Pierre Claris de Florian, dramaturge et poète (division 3)
- Ernest Denis (1849-1921), historien slaviste qui œuvra en faveur de la fondation de la Tchécoslovaquie
- Edme Jules Renaudin, dit Valentin le Désossé (1843-1907), danseur et contorsionniste
- Jean Flahaut (1922-2015), universitaire, chimiste et pharmacien[1]
- Georges Franck (1848-1910), professeur d'histoire de l'art, fils de César Franck
- Victor Henry (1850-1907), linguiste
- Irène Joliot-Curie (1897-1956), prix Nobel de chimie en 1935 (division 8)
- Frédéric Joliot-Curie (1900-1958), prix Nobel de chimie en 1935 (division 8)
- Michel Langevin (1926-1985), physicien, gendre des Joliot-Curie, petit-fils de Paul Langevin (division 8)
- Jean-Marie Le Chevallier (1936-2020), homme politique
- Emmanuel Le Roy Ladurie (1929-2023), universitaire et historien
- Edmond Morin (1824-1882), peintre et graveur
- Henry Ossawa Tanner (1859-1937), peintre afro-américain
- Maurice Roseau (1925-2015), membre de l'Institut
- Claude Seignolle (1917-2018), écrivain
- Daniel Serruys (1875-1950), haut fonctionnaire, membre de l'Institut (division 1)
- Yvonne Serruys (1873-1953), sculptrice (division 1)
- Jean Solomidès (1911-1979), médecin, chercheur et biologiste
- Élisabeth Sonrel (1874-1953), peintre
- Pavel Tchitchagov (Paul de Tchitchagoff 1767-1849), amiral, ministre russe de la Marine (division 4)
- Eugène Train (1832-1903), professeur d'architecture, architecte de la ville de Paris
- Baron Louis de Viel-Castel (1800-1887), diplomate et académicien[2].

## Vues du cimetière

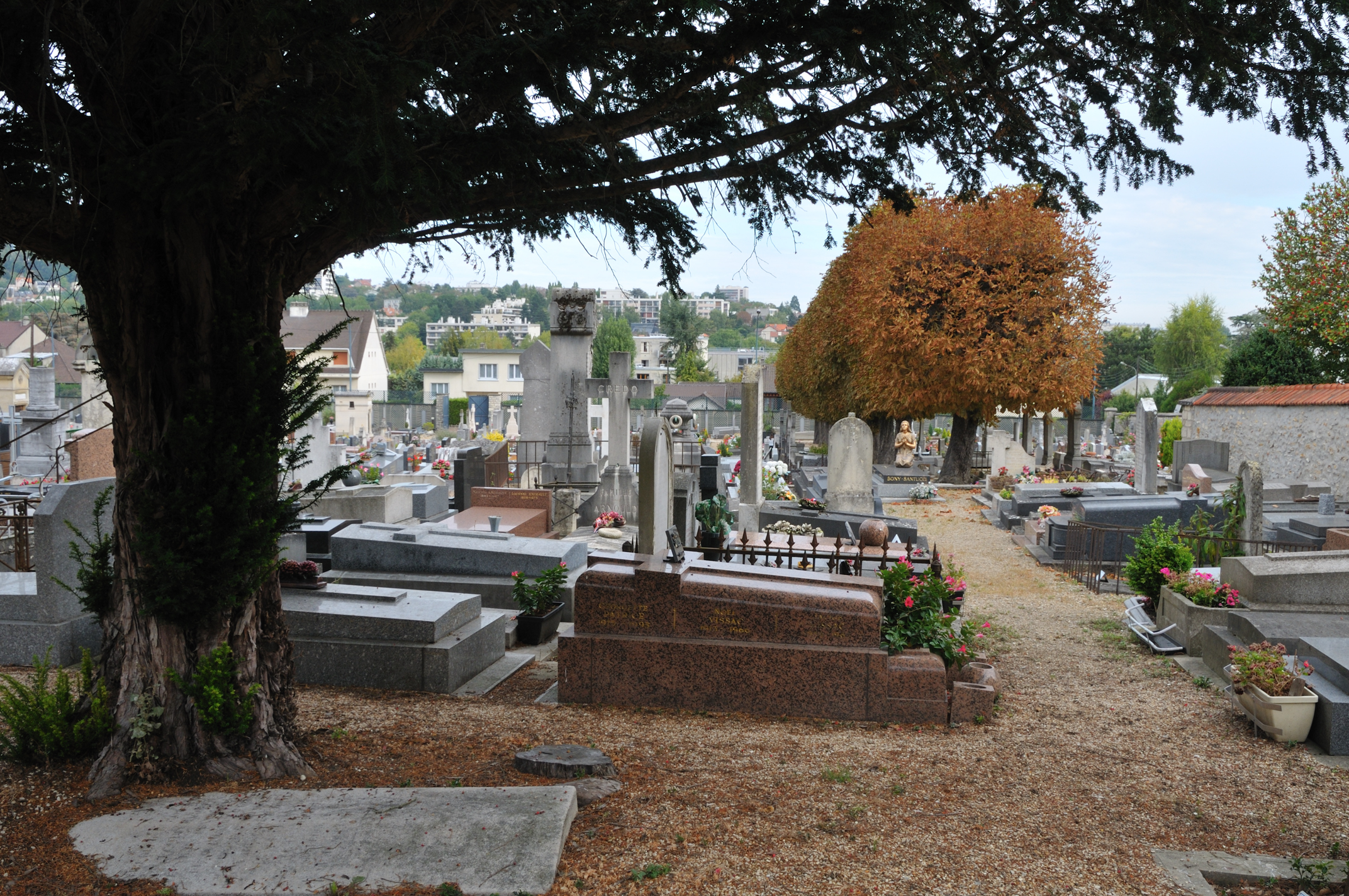
Vue du cimetière.
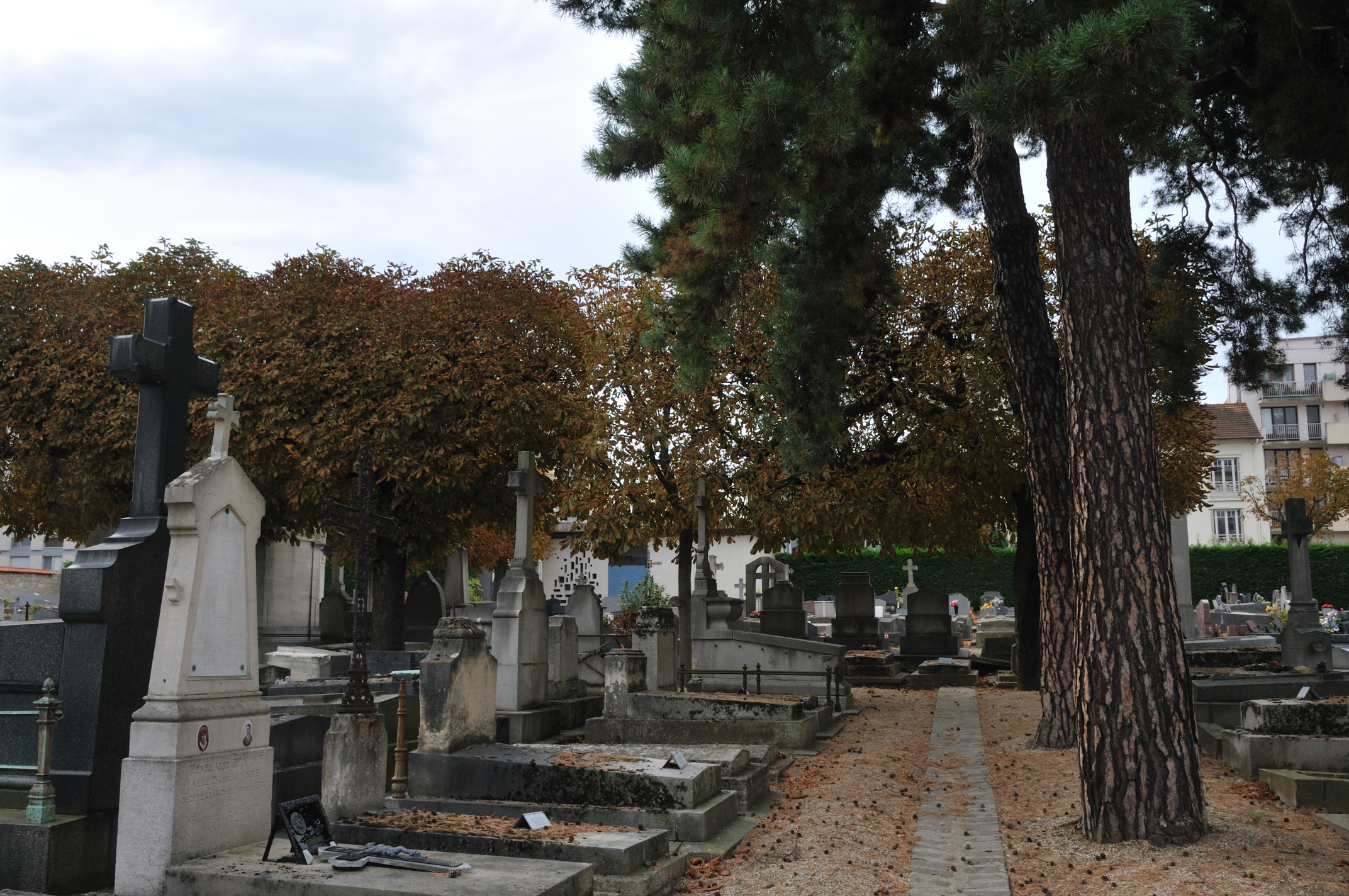
Vue d'une allée du cimetière.
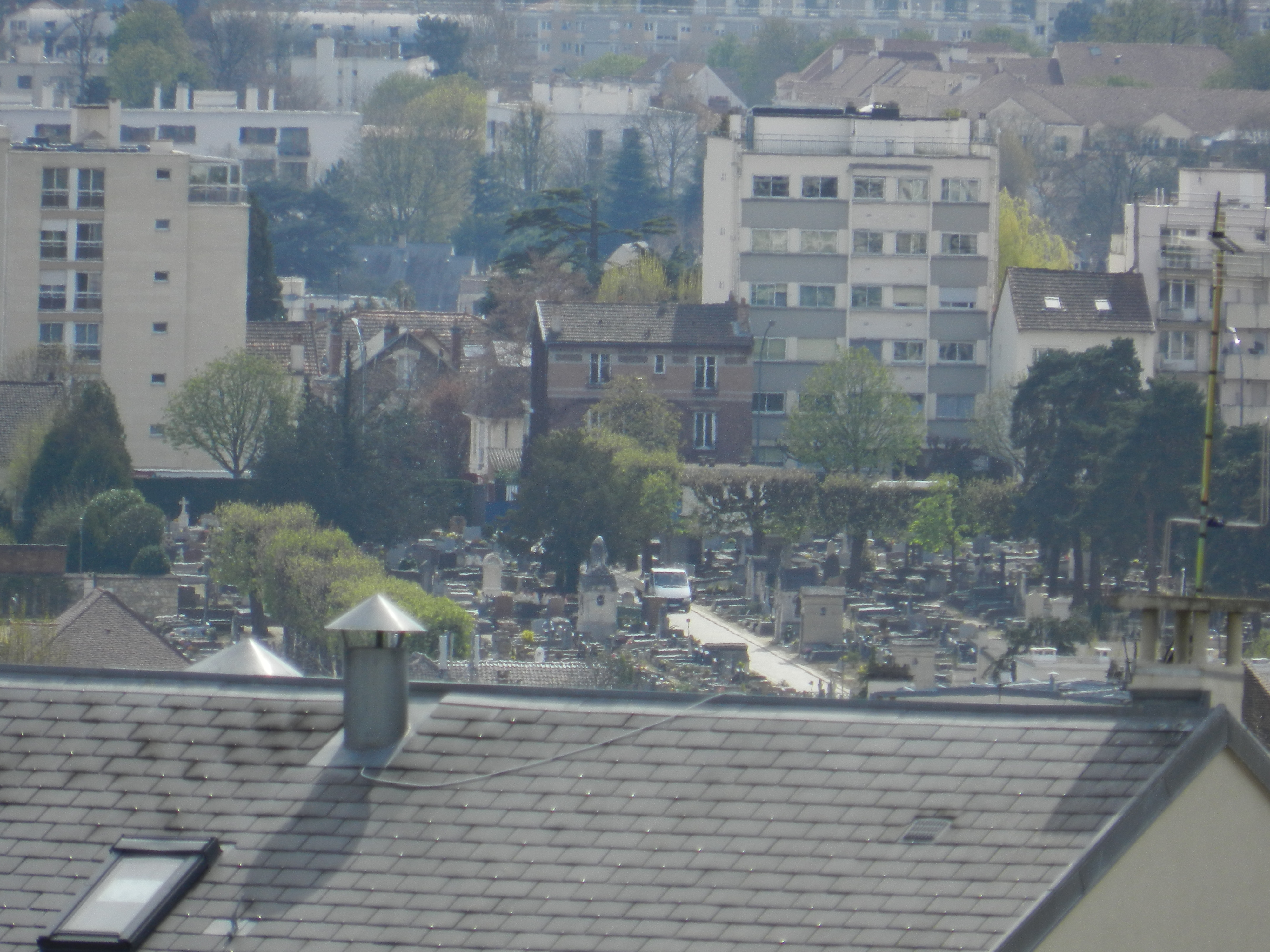
Vue du cimetière, au loin.